# 298 км (зупинний пункт)
298 кіломе́тр — пасажирський зупинний пункт Криворізької дирекції Придніпровської залізниці на магістральній лінії Мерефа — Херсон, ділянка Нижньодніпровськ-Вузол — Апостолове. До 1995 року -  Роз'їзд 298 км.
Розташований поблизу сіл Мала Калинівка та Іверське Солонянського району Дніпропетровської області, між станціями Незабудине (287 км магістралі) та Лошкарівка (309 км магістралі).
На зупинному пункті розташовані споруди, які є типовими для лінії Нижньодніпровськ-Вузол — Апостолове: низька пасажирська платформа біля головної магістральної колії, залізобетонний павільйон з квитковою касою (каса законсервована) та навісом. 

## Пасажирське сполучення
Біля пасажирської платформи  Роз'їзду 277  км  щоденно зупиняються приміські поїзди локомотивної тяги сполученням Дніпро — Апостолове.
| Рух приміських поїздів по пасажирському зупинному пункту 298 км |                                |                          |
| №                                                               | Маршрут сполучення             | Періодичність курсування |
| 6402                                                            | Апостолове — Дніпро-Лоцманська | Щоденно                  |
| 6405                                                            | Дніпро-Лоцманська — Апостолове | Щоденно                  |
| 6408                                                            | Апостолове — Дніпро-Лоцманська | Щоденно                  |
| 6409                                                            | Дніпро-Лоцманська — Апостолове | Щоденно                  |

Історія пасажирського сполучення:
- До 2004 року біля пасажирської платформи колишнього  Роз’їзду 298 км зупинялись такі приміські поїзди: № 6403/6406, № 6407/6408, № 6409/6412 Дніпропетровськ-Південний — Лошкарівка.

Після їх скасування було призначено приміські поїзди сполученням: № 6403/6406, № 6407/6408, № 6409/6402 Дніпропетровськ-Південний — Апостолове та № 6407/6404 Дніпропетровськ-Південний — Кривий Ріг, які курсували до 2018 року;
- З 2018 року біля платформи роз'їзду зупиняються лише приміські поїзди локомотивної тяги  сполученням № 6405/6408, № 6409/6402 Дніпро — Апостолове.

Окрім обслуговування приміських поїздів на колишньому Роз’їзді 298 км, в минулі роки, проводилась посадка/висадка пасажирів пасажирських поїздів місцевого та далекого сполучення:
- До 1975 року - пасажирський поїзд № 63/64 Лоцманська – Херсон; пасажирський поїзд № 285/286 Лоцманська – Херсон; пасажирський поїзд № 285/286 Лоцманська – Апостолове (зупинки при слідуванні в непарному та парному напрямках);
- 1997 – 2001 рр. – нічний пасажирський поїзд в місцевому сполученні  № 641/642 Дніпропетровськ — Апостолове (зупинки при слідуванні в непарному та парному напрямках);
- 2001 – 2003 рр. – нічний пасажирський поїзд № 629/630 Дніпропетровськ – Миколаїв (зупинки при слідуванні в непарному та парному напрямках);
- 2003 – 2004 рр. – нічний пасажирський поїзд в місцевому сполученні  № 629/630 Дніпропетровськ – Апостолове (зупинки при слідуванні в непарному та парному напрямках).